# Schweizerische Wagons- und Aufzügefabrik AG Schlieren-Zürich
La Schweizerische Wagonsfabrik di Schlieren (SWS), nota semplicemente come Schlieren e localmente come Wagi, era un'industria svizzera che produceva materiale rotabile ferrotranviario.
Fu fondata nel 1899 a Schlieren con il nome di Schweizerische Wagen- und Wagonsfabrik, mutato nel 1901 in Schweizerische Wagonsfabrik; fino alla seconda guerra mondiale costituì, insieme alla SIG di Neuhausen, il principale produttore svizzero di materiale rotabile.
Nel 1917 la Schlieren rilevò la divisione ascensori della Aufzüge- und Räderfabrik Seebach, mutando la propria denominazione in Schweizerische Wagons- und Aufzügefabrik.
L'azienda fu rilevata nel 1960 dalla Schindler, mantenendo il proprio marchio fino al 1985.